# Кастанито
Кастанѝто (на италиански: Castagnito; на пиемонтски: Castagnì, Кастани) е село и община в Северна Италия, провинция Кунео, регион Пиемонт. Разположено е на 350 m надморска височина. Населението на общината е 2157 души (към 2010 г.).